# تشارلز باركلي (لاعب كريكت)
تشارلز باركلي (بالإنجليزية: Charles Barclay)‏ (2 أكتوبر 1837 في الإمبراطورية الرومانية - 2 يناير 1910) هو لاعب كريكت بريطاني (وحمل سابقاً جنسية المملكة المتحدة لبريطانيا العظمى وأيرلندا).

## وصلات خارجية
- تشارلز باركلي على موقع إي آس بي آن كريك إنفو (الإنجليزية)